# Eileen Agar

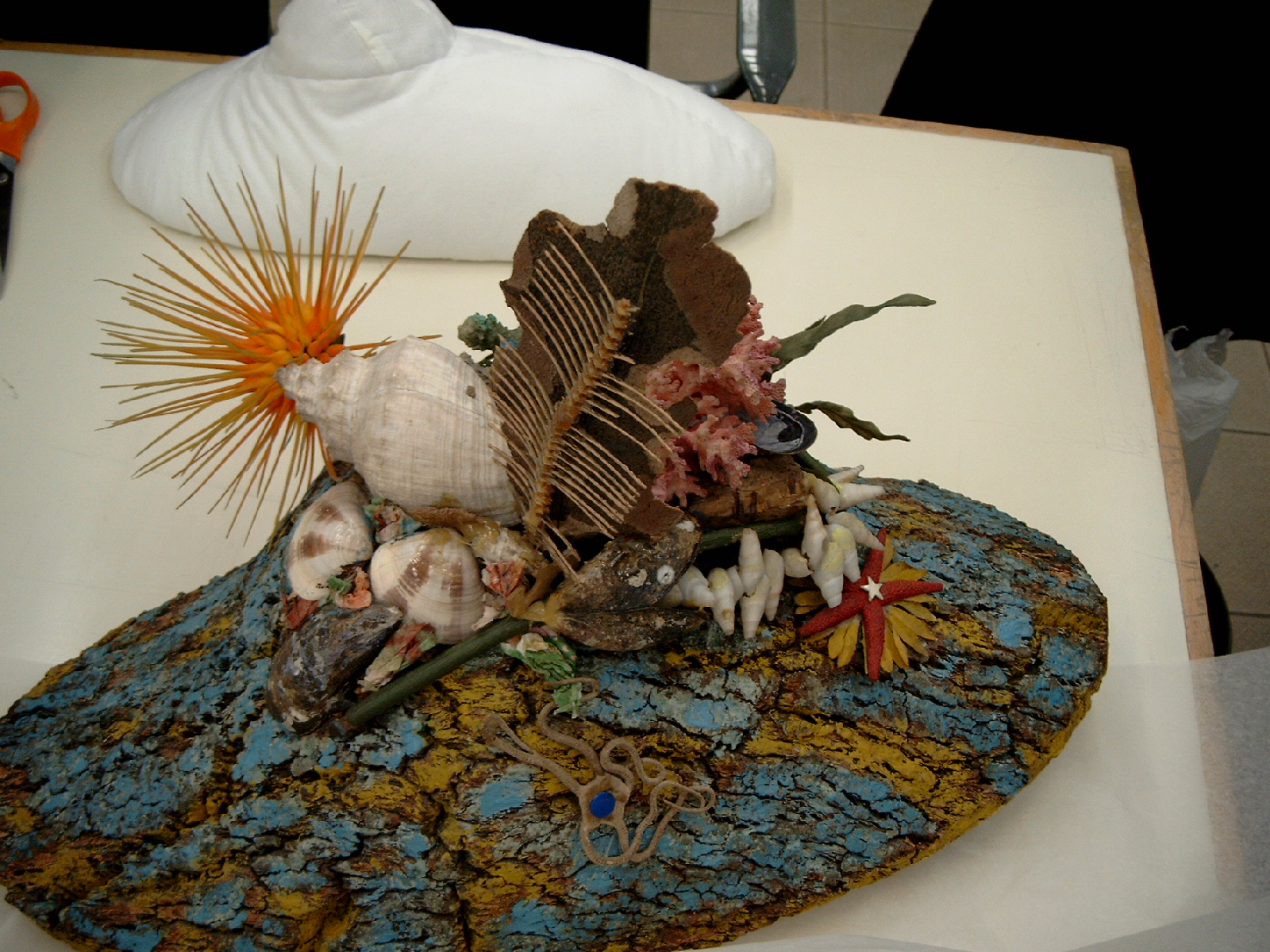
Ceremonial Hat for eating Bouillabaisse (1937).

Eileen Forrester Agar (1 de diciembre de 1899-7 de noviembre de 1991) fue una artista británica nacida en Argentina, asociada al movimiento surrealista.

## Biografía
Nació en Buenos Aires, hija de un escocés y una estadounidense, su familia se trasladó a Londres en 1911. Su padre era el jefe de una empresa familiar que vendía molinos de viento y otra maquinaria agrícola a Argentina. A una edad temprana, Agar quedó fascinada por las imágenes de Edmund Dulac y Arthur Rackham. Antes de asistir a la escuela, creció en su villa familiar Quinta la Lila aprendiendo de su niñera y una institutriz francesa. Agar describe su infancia como "llena de globos, aros y perros de San Bernardo". Durante su infancia, la familia viajaba a Gran Bretaña cada dos años aproximadamente.
A los seis años, Agar fue enviada a Inglaterra a una escuela privada en Canford Cliffs. En su segunda escuela, Heathfield School en Ascot, su maestra, Lucy Kemp-Welch, la animó a continuar desarrollando su arte. 
En 1914, al comienzo de la Primera Guerra Mundial, Agar fue enviada a Tudor Hall desde su casa en Londres para evitar las dificultades de la guerra. En Kent, el maestro de música Horace Kesteven comenzó a presentarla a varios artistas. A través de Kesteven, Agar conoció a Charles Sims, quien la expuso a algunos de los primeros trabajos de Paul Nash. Agar describió su tiempo con Sims de la siguiente manera: "Me encontré en un medio de arte donde el arte era una parte valiosa de la vida diaria". 
Antes de que terminara la guerra, Agar asistió a las Demoiselles Ozanne para mejorar su francés, y mientras estuvo allí tomó clases semanales de pintura al óleo en la Escuela de Arte Byam Shaw en Kensington. Agar consideró que el Byam Shaw era demasiado académico y le suplicó a su familia que le permitiera buscar otro lugar para continuar sus estudios. Esto enfureció a su madre y después de una discusión con sus padres, Agar señala en su diario que se levantó temprano, almorzó con sus hermanas, hizo las maletas y salió de la estación de Paddington. Dejó una nota a sus padres indicando que se dirigía a Truro y St Mawes, donde se quedaría con un amigo de la familia, De Kays. 
Luego, desde 1920 a 1921, estudió con Leon Underwood en su escuela en Brook Green. Allí se hizo amiga de Blair Hughes-Stanton y Gertrude Hermes, entre otros. Estudió a tiempo parcial con el legendario Henry Tonks en la Slade School of Fine Art de Londres de 1921 a 1924, junto a Rex Whistler y Cecil Beaton, y su primer esposo, Robin Bartlett. Con él y otros, Agar viajó por Francia y España. En 1925 se casó con Bartlett y destruyó la mayoría de sus primeros trabajos. La pareja convivía en una casa en Dieppe. Agar describió a Bartlett como "la escotilla de escape que me liberó de las garras de mi familia". En 1926, Agar conoció al escritor húngaro Joseph Bard, el hombre con el que pasaría los próximos 50 años y cuya pasión por las joyas integraría en su práctica. 
Entre 1927 y 1928, Agar y Bard vivieron en Londres y en Portofino en invierno, donde Agar conoció a Ezra Pound, quien se convertiría en un amigo. En 1928, Agar y Bard se mudaron a París, donde conoció a los surrealistas André Breton y Paul Éluard, con quienes tuvo una relación amistosa. En el período 1928-30, Agar estudió con el cubista checo, František Foltýn. Con Pound, Agar visitó el estudio de Constantin Brâncuși. 
En 1930, Agar regresó a Inglaterra y pintó su primera pieza surrealista, The Flying Pillar, basada en el manifiesto surrealista de André Breton. Agar describe su pieza en sus memorias como "su primer intento de un enfoque imaginativo de la pintura y, aunque el resultado fue surrealista, no se hizo con esa intención". Afirmó que "el surrealismo estaba en el aire en Francia y en los poetas de Francia, y luego en Inglaterra, estaban besando a esa bella durmiente atribulada por pesadillas, y fue el beso de la vida el que dieron". Más tarde, The Flying Pillar pasó a llamarse Tres Símbolos, y Agar lo describe como una referencia tanto al arte griego como a Gustave Eiffel y su famosa torre, el símbolo de la modernidad. La pintura representaba el mundo clásico fusionándose con lo moderno en una encrucijada en el tiempo. En su diario, describió las diversas imágenes en su pintura como "Grecia convirtiéndose en el lugar de encuentro de Judeo-Egipcio y Greco-Cristiano", seguido de "'el pilar Judaeo-Graeco' como si fuera una nota a tener en cuenta y para luego ser desarrollado". 
En 1931, se publicó el primero de los cuatro números de The Island, editado por Leon Underwood y Joseph Bard. Agar contribuyó a los cuatro números. Dos años después tuvo su primera exposición individual en la Galería Bloomsbury. Fue miembro del Grupo de Londres desde 1934 en adelante; en el mismo año, hizo su primer collage. 
En 1934, Agar y Bard tomaron una casa para el verano en Swanage, Dorset. Aquí conoció a Paul Nash y los dos comenzaron una intensa relación artística y sexual. En 1935, Nash introdujo a Agar al concepto del objeto encontrado. Juntos, colaboraron en una serie de obras, como Seashore Monster en Swanage. Nash recomendó su trabajo a Roland Penrose y Herbert Read, los organizadores de la Exposición Surrealista Internacional de Londres de 1936 en las Galerías New Burlington, a pesar de que Agar negó el apodo de Surrealista durante toda su vida. Fue una de las pocas mujeres incluidas en la exposición. Agar expuso con los surrealistas en Inglaterra y en el extranjero.
Durante la década de 1930, el trabajo de Agar se centró en objetos naturales, a menudo de una manera alegre, como Bum-Thumb Rock, un conjunto de fotografías de una formación rocosa inusual que notó en Bretaña. Comenzó a experimentar con técnicas automáticas y nuevos materiales, tomando fotografías y haciendo collages y objetos.
The Angel of Anarchy, del período 1946-1940, es un ejemplo de esta experimentación. Se trata de una cabeza de yeso cubierta de tela y otros medios, que actualmente se encuentra en la colección del Tate. Creó dos versiones de The Angel of Anarchy después de que el primero se perdiera al regresar de un espectáculo en Ámsterdam. Hizo su segunda versión en 1940 usando el mismo elenco de la cabeza de Joseph Bard y mantuvo el título original, The Angel of Anarchy. El busto se dividió en dos partes, una con pelaje blanco y otra con pelaje negro, con la mayor parte de la cabeza cubierta de plumas de águilas y de avestruces que recibió de su madre, que solía usarlas como tocado. 
En 1937, Éluard visitó a Agar y Bard en Londres, viajó a Cornualles con Nusch Éluard, Roland Penrose y Lee Miller, y comenzó una aventura amorosa con Paul Éluard. Visitó la casa de Picasso y Dora Maar en Mougins, en los Alpes Marítimos, junto con Lee Miller, quien la fotografió. Para 1940, las obras de Agar habían aparecido en exposiciones surrealistas en Ámsterdam, Nueva York, París y Tokio.
Después de la Segunda Guerra Mundial, Agar comenzó una nueva fase productiva de su vida, celebrando casi 16 exposiciones individuales entre 1946 y 1985. En la década de 1960 estaba produciendo pinturas tachistas con elementos surrealistas. En 1988 publicó su autobiografía A Look At My Life (Una mirada a mi vida). Luego, en 1990, fue elegida como Asociada a la Real Academia. Agar tiene pinturas en la colección de varias instituciones británicas, incluidas el Tate, Derby Art Gallery, Bradford y la colección del gobierno del Reino Unido.
Eileen Agar falleció en Londres y se encuentra enterrada en el cementerio del Père Lachaise, en París, en la tumba N° 17606. La exposición de 2007 de Goshka Macuga, parte de la serie Art Now del Tate de Gran Bretaña, utilizó material extraído del Archivo de Eileen Agar.

## Obras notables
- The Angel of Mercy, escultura 1934.[5][6]
- Quadriga,[7] pintura, 1935.
- The Angel of Anarchy,[8] objeto, 1940.
- L'horloge d'une femme [9] pintura, 1989.